# صادقی‌بیک افشار
صادقی‌بیک افشار از نقاشان عصر شاه تهماسب یکم و شاه اسماعیل دوم بود. در دوران پادشاهی شاه اسماعیل دوم، کتابخانه پادشاهی مرکز تجمع بزرگان نامدار ادب و هنر بود. این پادشاه کتابخانه سلطنتی را که در زمان شاه تهماسب تعطیل شده بود دوباره بازگشایی کرد و بسیاری از هنرمندان بلندآوازه که پراکنده شده بودند، از جمله صادقی‌بیک افشار را در آنجا گرد آورد. اسکندربیک ترکمان در کتاب عالم‌آرای عباسی درباره او می‌نویسد: «مصور بی‌بدل نازک قلم نقاشی و طراح بی‌قرینه.» کتاب تذکرة مجمع‌الخواص از آثار صادقی‌بیک افشار است که به زبان ترکی چغتایی است. صادقی‌بیک افشار در تبریز به دنیا آمد و هنر نگارگری را در نزد استادان این هنر آموخت. جریان حوادث سیاسی موجب حضور او در تختگاه های قزوین و اصفهان شد، ازاین رو با بسیاری از اعاظم سبک تبریز، قزوین، و اصفهان ارتباط یافت و نام و سرگذشت برخی از آنان را به سبب طبع شعریشان در مجمع الخواص گرد آورد.